# Finn, el humano
Finn, también conocido como Finn, el Humano o  Finn Mertens (revelado en el episodio "Dentista"; Pen en el episodio piloto), es un personaje ficticio creado por Pedlenton Ward e introducido como el personaje principal de la serie animada Adventure Time. 
Fue doblado por Zack Shada en el piloto y por Jeremy Shada durante la serie. En los doblajes al español, el personaje es interpretado por José Antonio Toledano en Hispanoamérica y Ariadna Giménez en España. 
Desde su aparición en la serie, el personaje se ha vuelto muy popular entre los fanáticos de Adventure Time y de la animación. Ha sido parodiado, mencionado y reconocido por su apariencia y rol en la serie.

## Biografía
Finn, al parecer, fue abandonado en un bosque durante su infancia. Él revela que hizo «boom-boom» (refiriéndose a defecar) en una hoja de árbol y que resbaló por accidente en ella, lo que causó que llorara durante todo un día hasta que Margaret y Joshua (padres de Jake y Jermaine) lo encontraron. Decidieron adoptarlo, y creció como un hijo y hermano más de Jake y Jermaine. Finn ha mencionado que no sabe nada sobre sus padres biológicos, ni de ningún otro humano.
Excepto Susana, quien parece tener apariencia humanóide y comportamiento salvaje. En el episodio "Dark Purple" se muestra un chip electrónico en el cráneo de Susana. En el episodio "The Star", se revela el personaje de Martin, el padre de Finn. Posteriormente, se da a conocer la existencia de Minerva, su madre.
Finn tenía 12 años al inicio de la serie y va creciendo conforme esta continúa. Cumplió 13 años en el episodio Mystery Train. En una entrevista realizada a Pendleton Ward en 2013, mencionó que Finn tiene 15 años. En el episodio "Seventeen", Finn cumple 17 años.

## Apariencia
Finn es un chico con actualmente 17 años de edad. Tiene el brazo izquierdo y piernas muy delgados, y poseyó una prótesis robótica por brazo derecho, la cual perdió en el capítulo "Escape from the Citadel". En "Breezy", consigue un brazo nuevo fruto de la maldición de la Espada de Hierba. Lo vuelve a perder en "Reboot", ya que el brazo abandona a Finn. Le faltan varios dientes debido a que suele mordisquear árboles, rocas y otros objetos duros. Sus ojos son de color azul con la forma de dos pequeños puntos. Su apariencia se debe en gran medida a la radiación ocasionada por «La guerra de los champiñones», ocasionando que todos los habitantes de Ooo mutaran.

### Cabello
El cabello de Finn es rubio y lacio.
Anteriormente su cabello era muy largo, pero lo cortó para obsequiárselo a una bruja de árbol en el capítulo "To Cut a Woman's Hair". Con el tiempo, el cabello de Finn volvió a crecer; en algunos episodios como "Mortal Folly", "Heat Signature", "Apple Thief" y "Beautopia" se muestra a Finn con el cabello largo hasta los hombros. En el capítulo "Gotcha!", se observa que su cabello ha crecido hasta la cintura. En el episodio "Davey" se cortó el cabello otra vez. Actualmente su cabello apenas llega a los hombros.

### Atuendo
Finn usa un gorro blanco con dos pequeñas orejas que cubre toda su cabeza, mostrando solo el rostro. Este sombrero está inspirado en Bueno el Oso, un oso creado por Pendleton Ward. Usa una camiseta de color azul claro con un bolsillo, pantalones cortos de mezclilla, una mochila verde, calcetines blancos enrollados y unas botas negras. Utiliza diferentes espadas a lo largo de la serie. La primera espada que muestra es una espada de oro, la segunda es una espada hecha por Joshua con sangre de demonio, la tercera es una espada hecha de hierba que consigue en el episodio "Blade Of Grass" y la cuarta es una espada de color blanco y azul (basada en los colores del atuendo de Finn) que consiguió en el episodio "Is That You?".

## Personalidad
Aunque a veces se comporta de manera sorprendente y violenta, Finn es un chico valiente y justo. Posee un fuerte sentido de la responsabilidad y se molesta cuando no logra ayudar a los que lo necesitan. Es incapaz de hacer cualquier cosa malvada o injusta. Su comportamiento es el de un niño pero, cuando trata con mujeres, actúa de manera caballerosa.
Finn aspira con ser un gran héroe que resguarde la tierra de Ooo y proteja a cualquier criatura o persona inocente. Es un poco ingenuo, y en ocasiones esto le provoca una gran cantidad de emociones encontradas cuando no tiene claro si una cosa es buena o mala.

## Relaciones
Durante tres primeras temporadas, Princess Bubblegum (Princesa Chicle en España y la Dulce Princesa en Hispanoamérica) fue el antiguo amor de Finn, sin embargo este amor nunca le fue correspondido. A partir de la cuarta temporada, Finn inició una relación con Flame Princess (Princesa Llama en España y Princesa Flama en Hispanoamérica), la cual conoció a finales de la tercera temporada. Sin embargo, terminaron su relación en el episodio Frost & Fire. Finn intentó reiniciar su relación, pero ella declinó la oferta cuando ocupó el trono como gobernante en el Reino del Fuego. Aun siendo así, le permitió visitarla siempre que quisiera y quedaron como amigos.
En el capítulo Too Old, Finn intenta retomar su amor hacia Princess Bubblegum, pero se da cuenta por sí mismo que la edad no es lo único que los diferencia, sino también la madurez. En algunos capítulos posteriores (Como Love Games o The Pit) Finn demuestra que aún quiere a Flame Princess.
En Breezy, Finn intenta volver al juego de las citas, con la ayuda de una abeja llamada Breezy (que termina enamorándose de él, pero no le corresponde). Se besa con la Princesa Cangrejo, la Princesa Lagarto, la Princesa Músculos, e incluso con Lumpy Space Princess, pero al final Finn afirma que no siente nada. Al final del capítulo, podemos ver que Finn recupera el brazo gracias a una visión que tiene de Princess Bubblegum, lo cual puede dar a entender que Finn aún está interesado en ella.

### Archienemigos
- El Lich
- Ricardio the Heart Guy
- Ice King/Simon Petrikov (Rey Hielo en España y Rey Helado en Hispanoamérica)